# Нелидов, Владимир Александрович
Владимир Александрович Нелидов (1869 — 28 декабря 1926, Нью-Йорк) — русский театральный деятель.

## Биография
Получив образование, в 1893 году поступил на государственную службу. Служил в должности чиновника по особым поручениям Дирекции московских императорских театров. В 1900 году был переведён на должность заведующего репертуаром Малого театра. В 1907 году назначен заведующим труппой Малого театра и проработал в этой должности до 1909 года. Помимо этого исполнял обязанности казначея Московского скакового общества.
Под псевдонимом Архелай писал рецензии на театральные постановки в «Русском слове» под редактурой Власа Дорошевича. Опубликовал книгу «Театральная Москва: сорок лет московских театров».
Умер в 1926 году в эмиграции.